# Caryonopera moenasalis
Caryonopera moenasalis là một loài bướm đêm trong họ Noctuidae.